# 黑冠长臂猿
黑冠長臂猿（學名Nomascus concolor），也叫冠長臂猿、黑長臂猿、西黑冠长臂猿，是一種產于印度、馬來半島、越南、老撾等地的長臂猿，在中國主要生活在雲南、廣西等地，產于東部的黑冠長臂猿現在被專門列爲獨立的種，即東部黑冠長臂猿（Nomascus nasutus）。其种加词“concolor”意为“同色的”。

## 特征
如同其它黑冠长臂猿属动物黑冠长臂猿两性之间的毛色相差很大。雄性完全是黑色的，顶多在嘴角变有几根白毛。它们没有许多其它黑冠长臂猿属动物特有的浅色的面部。与其它同属的动物一样它们的头上有一簇毛。雌性的毛色从黄灰色到淡棕色，在头的顶部和腹部有一黑斑，此外手指和四肢可能部分是黑棕色的。两性之间没有大小的区别，它们可以达到八千克重。

## 亚种
黑冠長臂猿有四個已知亞種。
- 东京黑冠长臂猿 Nomascus concolor concolor ， 这里的东京是指东京湾（即北部湾）
- 老挝黑冠长臂猿 Nomascus concolor lu
- 滇中黑冠长臂猿 Nomascus concolor jingdongensis
- 滇西黑冠长臂猿 Nomascus concolor furvogaster 。也称“西黑冠长臂猿”

## 分布
黑冠长臂猿生活在云南、老挝最北部和越南北部。红河是它们与东部黑冠长臂猿的分界线。过去这两个种被看作一个种，今天被分为两个种了。它们主要生活在森林里，很少在地面上活动。

## 生活方式
黑冠长臂猿生活在一夫一妻制的家庭群中，这样的群由一头雄兽、一头雌兽和一至三头幼兽组成。它们的领地由它们的叫声标志。黑冠长臂猿的叫声与其它同属动物一样比较简单。它们可以在树上使用它们的长臂跳跃攀爬。它们主要吃果子，此外还吃一些树叶和偶尔小动物。

## 繁殖
黑冠长臂猿的繁殖与同属其它动物一样。孕期约为七个月，一般每次只产一仔。幼兽不分性别都是黑色的，直到性成熟后雌性的毛色才变浅。

## 保护状态
由于它们的生活环境不断被破坏黑冠长臂猿被世界自然保護聯盟列为瀕危物種。